# Richard Dürr
Richard Dürr (Sankt Gallen, 1 december 1938 - 30 mei 2014) was een Zwitsers voetballer die speelde als middenvelder.

## Carrière
Dürr maakte zijn profdebuut voor SC Brühl maar stapte na één seizoen al over naar BSC Young Boys. Met de club uit Bazel speelde hij landskampioen in 1960, na twee seizoenen ruilt hij de Young Boys om voor Lausanne-Sport. Met Lausanne-Sport werd hij landskampioen in 1965 en won de beker in 1962 en 1964. Hij eindigde zijn carrière bij het net gevormde Neuchâtel Xamax.
Hij speelde 29 interlands voor Zwitserland waarin hij een keer kon scoren. Hij nam met zijn land deel aan het WK 1962 in Chili en aan het WK 1966 in Engeland.

## Erelijst
- BSC Young Boys
  - Landskampioen: 1960
- Lausanne-Sport
  - Landskampioen: 1965
  - Zwitserse voetbalbeker: 1962, 1964